# Корал Гејблс (Флорида)
Корал Гејблс (енгл. Coral Gables) град је у америчкој савезној држави Флорида. По попису становништва из 2010. у њему је живело 46.780 становника.

## Демографија
Према попису становништва из 2010. у граду је живело 46.780 становника, што је 4.531 (10,7%) становника више него 2000. године.
| Група             | 2000.          | 2010.          |
| Белци             | 20.168 (47,7%) | 18.764 (40,1%) |
| Афроамериканци    | 1.394 (3,3%)   | 1.400 (3,0%)   |
| Азијати           | 708 (1,7%)     | 1.286 (2,7%)   |
| Хиспаноамериканци | 19.703 (46,6%) | 25.062 (53,6%) |
| Укупно            | 42.249         | 46.780         |